# Emil von Höegh

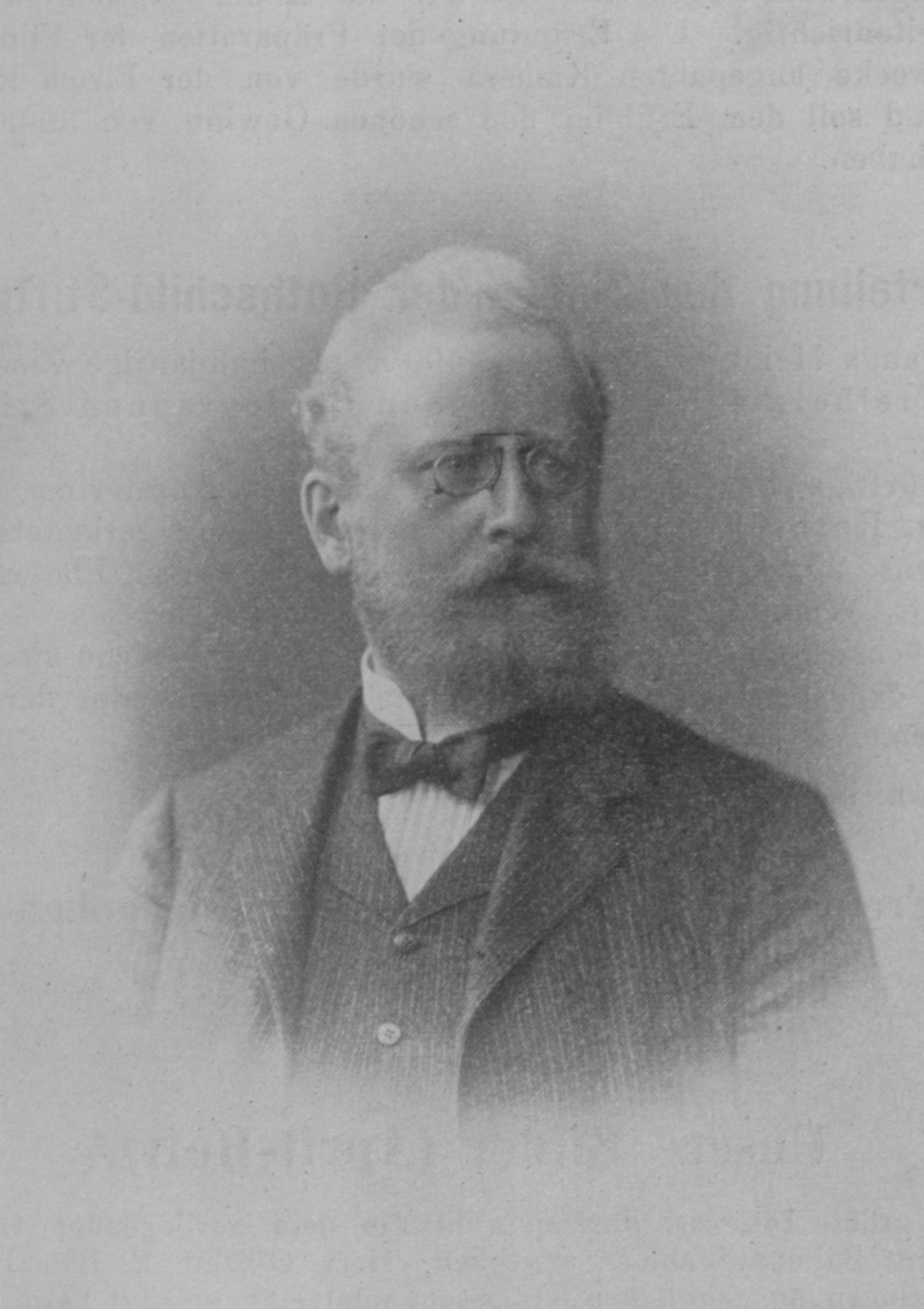
Emil von Höegh

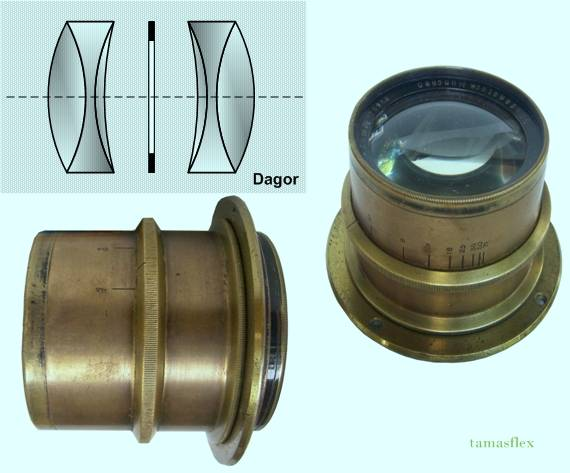
Dagor-Objektiv

Emil von Höegh (* 10. Mai 1865 in Löwenberg, Provinz Schlesien; † 29. Januar 1915 in Goslar) war ein deutscher Optiker, der für die Berechnung eines photographischen Objektives mit der Bezeichnung Dagor bekannt ist.

## Leben
Der Doppelanastigmat wurde 1892 von von Höegh patentiert. Im gleichen Jahr bewarb er sich bei der Optischen Anstalt C. P. Goerz, die ihn als Mitarbeiter einstellte und Produktion und internationalen Vertrieb des Objektivs übernahm. Es wurde auch mit Lizenz in London produziert. Emil von Höegh entwickelte danach weitere Objektive, z. B. den nach ihm benannten Höegh’schen Meniskus (konkavkonvexe Linse mit zwei gleichen Flächenkrümmungen) und im Jahr 1900 ein 135-Grad-Weitwinkel-Objektiv. 1902 ging er in den Ruhestand. Ihm zu Ehren ist der Mount Hoegh in der Antarktis benannt.